# Joëlle Ursull
Joëlle Ursull (Pointe-à-Pitre, 9 novembre 1960) è una cantante francese originaria di Guadalupa, isola delle Antille.
Inizialmente nella formazione del gruppo Zouk Machine, ha successivamente avviato una carriera da solista durante la quale ha pubblicato tre album.

## Biografia
Dopo essere stata eletta Miss Guadalupa nel 1979, è entrata a far parte del gruppo femminile Zouk Machine, che produceva musica zouk, uno stile musicale originario dei Caraibi. Con questo gruppo ha inciso il primo album eponimo Zouk Machine, pubblicato nel 1986, per poi essere successivamente estromessa dalla formazione.
Successivamente all'uscita dal gruppo che l'ha lanciata nel mondo della musica, ha firmato un contratto con le etichette CBS e Sony, con le quali ha avviato una carriera da solista. Ha quindi successivamente pubblicato il suo primo album come solista, intitolato Miyel. Per la promozione di questo disco ha partecipato, in Italia, alla nota manifestazione musicale estiva Festivalbar nel 1989 con il brano che ha dato il titolo al disco.
Nel 1990 ha rappresentato la Francia all'Eurofestival con il brano White and Black Blues, scritto da Serge Gainsbourg e piazzatosi al secondo posto nella competizione, a pari merito con l'irlandese Liam Reilly e alle spalle dell'italiano Toto Cutugno con Insieme: 1992. Il singolo ha riscosso anche un ottimo successo commerciale piazzandosi al secondo posto della classifica francese dei singoli e riscuotendo consensi anche in Austria e Svezia. La canzone è stata inserita nel suo secondo album come solista, Black French, pubblicato nel 1990. Altri singoli tratti da questo disco sono stati Amazone e Position Feeling, che tuttavia non hanno bissato i risultati del precedente.
Dopo una collaborazione con Kova Rea con il brano musicale Serre moi, pubblicato nella primavera 1992, ha pubblicato il suo terzo album dal titolo Comme dans un film. Uscito nel dicembre 1993, questo disco non ha tuttavia riscosso successo. Si è trattato dell'ultimo disco di inediti pubblicato dalla cantante, seguito nel 2000 dalla raccolta White & Black Blues, che riprende il titolo della sua canzone più nota.
Negli anni successivi ha comunque collaborato con diversi artisti come Djamatik, il rapper Ménélik e Daddy Yod.

## Discografia

### Album
- 1988 - Miyel
- 1990 - Black French
- 1993 - Comme dans un film

#### Raccolte
- 2000 - Black & White Blues